# Michael Stanco
Michael Stanco (Newark, New Jersey, 2 agosto 1968 – Sunrise, Florida, 21 agosto 2014) è stato un wrestler statunitense, maggiormente conosciuto con il ring name Maximum Capacity.
Ha combattuto principalmente in federazioni regionali facenti parte del circuito indipendente degli Stati Uniti.

## Biografia
Nato a Newark, New Jersey, Stanco si approcciò al mondo del wrestling allenandosi alla School of Hard Knocks diretta da Rusty Brooks. Anche Billy Fives si occupò della formazione del ragazzo, insegnandogli molte mosse e prese di sottomissione. Prima di diventare un wrestler, avvalendosi della sua notevole stazza, Stanco lavorò come buttafuori in svariati locali della Florida del sud. Fu dopo un pericoloso incidente sul lavoro, che egli decise di dedicarsi alla professione di lottatore a tempo pieno.
La prima federazione nella quale lottò fu la Future of Wrestling, dove debuttò nel gennaio 2001 con il ring name "Maximum Capacity". In breve tempo divenne il wrestler "heel" principale della compagnia. Durante questo periodo, Michael affrontò wrestler celebri quali Jerry "The King" Lawler, Barry Horowitz e Hacksaw Jim Duggan. Nel 2002 Max venne sconfitto da Horowitz per il FOW Hardcore Title.
Nel novembre 2003 lottò contro Chris Raaber per l'EWA World Heavyweight Championship a Leoben, Austria.
Dopo due anni e mezzo trascorsi a riprendersi da vari infortuni, nell'ottobre 2006 Capacity tornò sul ring combattendo nella Pro Wrestling ZERO1-MAX in Giappone. Durante questa tournée in Giappone lottò in match contro Masato Tanaka, Shinjiro Otani e Takao Omori.
Al suo ritorno negli Stati Uniti, Max si trasferì nella D1PW di Davie, Florida. Maximum Capacity sconfisse Tommy Vandal il 21 luglio 2007 aggiudicandosi il titolo Extreme Championship.
Il 29 dicembre 2011 gli venne diagnosticato un cancro colorettale che lo costrinse a ritirarsi dal ring. Il suo ultimo incontro si svolse il 28 gennaio 2012 contro Frank Goodman nella PWX-A Wrestling Odyssey di Orlando, Florida.

### Morte
Dopo tre anni di battaglia contro il cancro, Stanco venne ricoverato in ospedale a Sunrise, Florida, il 19 agosto 2014 e vi morì due giorni dopo a causa della malattia.

## Personaggio
Mosse finali
- Overload[10] (Belly to belly suplex)
- Maxfactor[10] (Big splash)
- Maximizer[10] (Walking elbow drop)

Soprannome
- "The World's Largest Athlete"[10]

## Titoli e riconoscimenti
- Future of Wrestling
  - FOW Hardcore Championship (1)[11][12]
- World Class Extreme Wrestling
  - WCEW Extreme Championship (1)[8]